# Giovanni Tomasicchio
Giovanni Tomasicchio (Bari, 27 marzo 1982) è un ex velocista italiano, campione nazionale assoluto indoor dei 60 metri piani nel 2008.

## Biografia
Ha iniziato a praticare atletica nel 1999 a 17 anni (categoria Allievi) dai campionati studenteschi gareggiando per l’Amatori Atletica Acquaviva con cui è ritornato in altre due parentesi di carriera; inoltre ha indossato nell’ordine la maglia di: Aeronautica, Sport Club Catania, Atletica Riccardi Milano, A.S.Ve.L., Atletica Biotekna Marcon, Atletica Studentesca Ca.Ri.Ri. e dal 2016 gareggia per l'Atletica Vomano Gran Sasso di Teramo.
Il 2005 l’ha visto vincere la medaglia di bronzo sui 60 m ai campionati italiani assoluti indoor, quella d’argento nei 100 m ai nazionali universitari in cui è invece uscito in batteria sui 200 m.
Ha esordito con la maglia della Nazionale seniores nel 2006 in occasione dell’Incontro internazionale tra le rappresentative di Italia, Russia, Cina e Italia under 23: ha preso parte alla gara della staffetta 4x100 metri che ha terminato in quarta posizione.
Lo stesso anno ai campionati nazionali universitari ha vinto tre medaglie: oro sia nei 100 m (precedendo di un solo centesimo Rosario La Mastra) che con la staffetta 4x100 m ed argento sui 200 m; inoltre sempre nel 2006 ha chiuso al quarto posto nei 60 m agli italiani assoluti indoor (a due centesimi dal bronzo di Massimiliano Dentali).
Nel 2007 è stato campione ex aequo con Jacques Riparelli sui 100 m ai nazionali universitari, quinto classificato nei 60 m agli assoluti indoor e si è ritirato dalla finale dei 100 m agli assoluti di Padova.
2008, ha vinto il titolo italiano assoluto indoor dei 60 m (un solo centesimo davanti a Jacques Riparelli) ed è giunto quinto sui 100 m agli assoluti di Cagliari.
Nel 2009 ha vinto la gara con la staffetta 4x100 m all'Europeo per nazioni di Leiria in Portogallo.
Alle Universiadi di Belgrado (Serbia) è uscito nei quarti di finale sui 100 m.
In Italia ha vinto tre titoli nazionali: staffetta 4x200 m agli assoluti indoor (quinto sui 60 m), 100 m agli italiani universitari e staffetta 4x100 m agli assoluti di Milano (fuori in batteria sui 100 m).
Inoltre è stato presente come riserva della staffetta 4x100 m, in Italia ai Giochi del Mediterraneo di Pescara, che ha vinto la medaglia d'oro.
Nel 2010 in Norvegia all'Europeo per nazioni di Bergen in Norvegia è stato riserva della staffetta 4x100 m che ha terminato al primo posto.
Agli Europei di Barcellona in Spagna è stato presente come riserva della staffetta 4×100 m che ha conquistato la medaglia d'argento insieme al nuovo record italiano.
Ai campionati italiani, sempre nel 2010, è stato vicecampione assoluto indoor nei 60 m (a tre centesimi dall’oro di Jacques Riparelli) e si è ritirato nella 4x200 m; invece agli assoluti di Grosseto ha vinto il bronzo con la 4x100 m (quarto classificato nei 100 m).
Il 2011 l’ha visto vincere a Torino il titolo italiano assoluto con la staffetta 4x100 m (fuori in batteria nei 100 m) ed essere finalista agli assoluti indoor sia nei 60 m (5º) che con la staffetta 4x200 (4º).
Agli assoluti di Bressanone nel 2012 ha chiuso settimo con la 4x100 m ed è uscito in batteria nei 100 m.
Dal 2013 al 2016, su tre edizioni disputate, agli assoluti non è mai andato oltre le batterie dei 100 m; inoltre nel 2013 agli assoluti indoor non è partito nella finale 2 dei 60 m.

## Progressione

### 60 metri piani indoor
| Stagione | Tempo | Luogo  | Data      | Rank. Mond. |
| -------- | ----- | ------ | --------- | ----------- |
| 2020     | 6"77  | Ancona |           |             |
| 2019     | 6"90  | Ancona |           |             |
| 2017     | 6"91  | Ancona | 08-2-2017 | -           |
| 2014     | 6"94  | Roma   | 2-2-2014  | -           |
| 2013     | 6"83  | Ancona | 3-2-2013  | -           |
| 2011     | 6"77  | Ancona | 6-2-2011  | -           |
| 2010     | 6"73  | Ancona | 7-2-2010  | -           |
| 2009     | 6"73  | Torino | 22-2-2009 | -           |
| 2008     | 6"73  | Genova | 24-2-2008 | -           |
| 2007     | 6"74  | Ancona | 18-2-2007 | -           |
| 2006     | 6"77  | Ancona | 19-2-2006 | -           |
| 2005     | 6"71  | Ancona | 19-2-2005 | -           |

### 100 metri piani
| Stagione | Tempo | Luogo     | Data       | Rank. Mond. |
| -------- | ----- | --------- | ---------- | ----------- |
| 2019     | 10"60 | Orvieto   | 15-06-2019 |             |
| 2017     | 10"58 | Rieti     | 03-6-2017  |             |
| 2016     | 10"66 | Orvieto   | 8-7-2016   | -           |
| 2015     | 10"94 | Rieti     | 6-6-2015   | -           |
| 2014     | 10"65 | Orvieto   | 1-6-2014   | -           |
| 2013     | 10"55 | Orvieto   | 19-7-2013  | -           |
| 2012     | 10"55 | Rieti     | 6-6-2012   | -           |
| 2011     | 10"48 | Sulmona   | 24-9-2011  | -           |
| 2010     | 10"25 | Rieti     | 30-5-2010  | -           |
| 2009     | 10"34 | Lugano    | 12-6-2009  | -           |
| 2008     | 10"38 | Cagliari  | 19-7-2008  | -           |
| 2007     | 10"35 | Recanati  | 30-6-2007  | -           |
| 2006     | 10"46 | Desenzano | 26-5-2006  | -           |
| 2005     | 10"53 | Roma      | 14-5-2005  |             |

### 200 metri piani
| Stagione | Tempo | Luogo     | Data       | Rank. Mond. |
| -------- | ----- | --------- | ---------- | ----------- |
| 2017     | 21"79 | Pescara   | 25-06-2017 |             |
| 2016     | 22"17 | Orvieto   | 8-7-2016   | -           |
| 2012     | 21"56 | Rieti     | 6-6-2012   | -           |
| 2011     | 21"83 | Avellino  | 15-6-2011  | -           |
| 2010     | 21"46 | Milano    | 9-9-2010   | -           |
| 2008     | 21"61 | Salerno   | 29-6-2008  | -           |
| 2007     | 21"85 | Bari      | 20-5-2007  | -           |
| 2006     | 21"74 | Desenzano | 27-5-2006  | -           |
| 2005     | 21"82 | Matera    | 22-5-2005  | -           |

## Palmarès
| Anno | Manifestazione | Sede     | Evento      | Risultato        | Prestazione | Note  |
| ---- | -------------- | -------- | ----------- | ---------------- | ----------- | ----- |
| 2009 | Universiadi    | Belgrado | 100 m piani | Quarti di finale | 10"61       | [ 2 ] |

## Campionati nazionali
- 1 volta campione assoluto indoor dei 60 m piani (2008)
- 2 volte campione assoluto della staffetta 4×100 m (2009, 2011)
- 1 volta campione assoluto indoor della staffetta 4×200 m (2009)
- 3 volte campione universitario dei 100 m piani (2006, 2007, 2009)
- 1 volta campione universitario della staffetta 4×100 m (2006)

2005
- Bronzo ai campionati italiani assoluti indoor (Ancona), 60 m piani - 6"71[3]
- Argento ai campionati nazionali universitari (Catania), 100 m piani - 10"75[4]
- In batteria ai campionati nazionali universitari (Catania), 200 m piani - 22"31[5]

2006
- 4º ai campionati italiani assoluti indoor (Ancona), 60 m piani - 6"79[6]
- Oro ai campionati nazionali universitari (Desenzano del Garda), 100 m piani - 10"46[7]
- Argento ai campionati nazionali universitari (Desenzano del Garda), 200 m piani - 21"74[8]
- Oro ai campionati nazionali universitari (Desenzano del Garda), 4×100 m - 41”64[9]

2007
- 5º ai campionati italiani assoluti indoor (Ancona), 60 m piani - 6"74[10]
- Oro ai campionati nazionali universitari (Jesolo), 100 m piani - 10"64[11]
- In finale ai campionati italiani assoluti (Padova), 100 m piani - r[12]

2008
- Oro ai campionati italiani assoluti indoor (Genova), 60 m piani - 6"73[13]
- 5º ai Campionati italiani assoluti (Cagliari), 100 m piani - 10"39[14]

2009
- 5º ai campionati italiani assoluti indoor (Torino), 60 m piani - 6"73[15]
- Oro ai campionati italiani assoluti indoor (Torino), 4×200 m - 1'27"25[16]
- Oro ai campionati nazionali universitari (Lignano Sabbiadoro), 100 m piani - 10"38[17]
- In batteria ai campionati italiani assoluti (Milano), 100 m piani - 10"61[18]
- Oro ai campionati italiani assoluti (Milano), 4×100 m - 40"36[19]

2010
- Argento ai campionati italiani assoluti indoor (Ancona), 60 m piani - 6"76[20]
- In finale ai campionati italiani assoluti indoor (Ancona), 4×200 m - r[21]
- 4º ai campionati italiani assoluti (Grosseto), 100 m piani - 10"34[22]
- Bronzo ai campionati italiani assoluti (Grosseto), 4×100 m - 40"54[23]

2011
- 5º ai campionati italiani assoluti indoor (Ancona), 60 m piani - 6"79[24]
- 4º ai campionati italiani assoluti indoor (Ancona), 4×200 m - 1'30"25[25]
- In batteria ai campionati italiani assoluti (Torino), 100 m piani - 10"73[26]
- Oro ai campionati italiani assoluti (Torino), 4×100 m - 40"65[27]

2012
- In batteria ai campionati italiani assoluti (Bressanone), 100 m piani - 10"76[28]
- 7º ai campionati italiani assoluti (Bressanone), 4×100 m - 41"45[29]

2013
- In finale ai campionati italiani assoluti indoor (Ancona), 60 m piani - dns (Finale 2)[30]
- In batteria ai campionati italiani assoluti (Milano), 100 m piani - 10"80[31]

2014
- In batteria ai campionati italiani assoluti (Rovereto), 100 m piani - 11"35[32]

2016
- In batteria ai campionati italiani assoluti (Rieti), 100 m piani - 11"06[33]

## Altre competizioni internazionali
2006
- 4º nell'Incontro internazionale Italia-Russia-Cina-Italia U23 ( Firenze), 4×100 m - 39"57[34]

2008
- 16º al Golden Gala ( Roma), 100 m piani - 10"53 (Semifinali)[35]

2009
- Oro agli Europei a squadre ( Leira), 4×100 m - 38"77[36]

2010
- 12º al Golden Gala ( Roma), 100 m piani - 10"44[37]
- Argento al Golden Gala ( Roma), 4×100 m - 38"72[38]
- 5º al Meeting internazionale Terra Sarda ( Arzana), 100 m piani - 10"56[39]